# Camelia Potec
Camelia Alina Potec (n. 19 februarie 1982, Brăila, România) este o înotătoare română care a câștigat medalia de aur la 200 m liber la Olimpiada de la Atena.

## Biografie
Brăileanca s-a apucat de înot la vârstă de nouă ani. La 13 ani a obținut primul său premiu recunoscut internațional la Zilele Europene ale Tineretului Olimpic. În decursul celor 20 de ani de activitate sportivă, a cucerit peste 200 titluri naționale și a realizat multiple recorduri. La Campionatele Europene din 1999 de la Istanbul a câștigat probele de 200 și 400 de metri liber. La Jocurile Olimpice de vară din 2004 de la Atena a cucerit medalia de aur la 200 metri liber în fața italiencei Federica Pellegrini. De-a lungul carierei a obținut 21 de medalii pe plan internațional, una la Jocurile Olimpice (1-0-0), trei la Mondiale (0-1-2) și 17 la Europene (4-3-10).
Pe 31 octombrie 2013 ea a devenit președinte al Federației Române de Natație și Pentatlon Modern (FRNPM), fiind cel mai tânăr președinte de federație din România. În 2016 a fost aleasă în funcția de vicepreședinte al Comitetului Olimpic și Sportiv Român.
Camelia Potec este cetățean de onoare al Brăilei (1999). În 2004 a primit Ordinul „Meritul Sportiv” clasa a III-a cu două barete și Ordinul „Meritul Sportiv” clasa I.

## Palmares sportiv

### Palmares Olimpic
| Jocuri olimpice | Proba                 | Loc                        |
| --------------- | --------------------- | -------------------------- |
| Sydney 2000     | 200 m liber           | 7                          |
| Sydney 2000     | 400 m liber           | nu s-a calificat în finală |
| Sydney 2000     | ștafeta 4x100 m liber | nu s-a calificat în finală |
| Sydney 2000     | ștafeta 4x200 m liber |                            |
| Atena 2004      | 200 m liber           | 1                          |
| Atena 2004      | 400 m liber           | 4                          |
| Atena 2004      | 800 m liber           | 16                         |
| Atena 2004      | ștafeta 4x200 m liber | 11                         |
| Beijing 2008    | 200 m liber           | 5                          |
| Beijing 2008    | 400 m liber           | 6                          |
| Beijing 2008    | 800 m liber           | 4                          |
| Londra 2012     | 200 m liber           | 25                         |
| Londra 2012     | 400 m liber           | 20                         |
| Londra 2012     | 800 m liber           | 23                         |

### Palmares Competitional
| Competitie                                                 | Proba                 | Loc |
| ---------------------------------------------------------- | --------------------- | --- |
| Festivalul Olimpic al Tineretului European Bath 1995       | 100 m spate           | 1   |
| Festivalul Olimpic al Tineretului European Bath 1995       | 200 m spate           | 1   |
| Campionatele Europene de Juniori Copenhaga, Danemarca 1996 | 100 m liber           | 3   |
| Campionatele Europene de Juniori Copenhaga, Danemarca 1996 | 200 m liber           | 3   |
| Campionatele Europene de Juniori Copenhaga, Danemarca 1996 | 400 m liber           | 3   |
| Festivalul Olimpic al Tineretului European Lisabona 1997   | 200 m liber           | 1   |
| Festivalul Olimpic al Tineretului European Lisabona 1997   | 400 m liber           | 1   |
| Festivalul Olimpic al Tineretului European Lisabona 1997   | ștafeta 4x100 m liber | 7   |
| Festivalul Olimpic al Tineretului European Lisabona 1997   | ștafeta 4x100 m mixt  | 9   |
| Campionatele Europene Sevilla, Spania 1997                 | 200 m liber           | 3   |
| Campionatele Europene de Juniori Antwerpen, Belgia 1998    | 100 m liber           | 1   |
| Campionatele Europene de Juniori Antwerpen, Belgia 1998    | 200 m liber           | 1   |
| Campionatele Europene de Juniori Antwerpen, Belgia 1998    | 400 m liber           | 1   |
| Campionatele Europene Istanbul, Turcia 1999                | 200 m liber           | 1   |
| Campionatele Europene Istanbul, Turcia 1999                | 400 m liber           | 1   |
| Campionatele Europene Istanbul, Turcia 1999                | 4x200 m ștafeta liber | 3   |
| Campionatele Europene Istanbul, Turcia 1999                | ștafeta 4x100 m mixt  | 5   |
| Campionatele Europene Helsinki, Finlanda 2000              | 200 m liber           | 3   |
| Campionatele Europene Helsinki, Finlanda 2000              | 400 m liber           | 3   |
| Campionatele Europene Helsinki, Finlanda 2000              | 4x200 m ștafeta liber | 1   |
| Campionatele Europene Helsinki, Finlanda 2000              | ștafeta 4x100 m liber | 4   |
| Campionatele Europene Helsinki, Finlanda 2000              | ștafeta 4x100 m mixt  | 3   |
| Campionatele Mondiale Fukuoka, Japonia 2001                | 400 m liber           | 6   |
| Campionatele Mondiale Fukuoka, Japonia 2001                | 200 m liber           | 3   |
| Campionatele Europene Berlin, Germania 2002                | 200 m liber           | 2   |
| Campionatele Europene Berlin, Germania 2002                | 400 m liber           | 3   |
| Campionatele Europene Madrid, Spania 2004                  | 200 m liber           | 1   |
| Campionatele Europene Madrid, Spania 2004                  | 400 m liber           | 2   |
| Campionatele Europene Madrid, Spania 2004                  | 800 m liber           | 3   |
| Campionatele Europene Madrid, Spania 2004                  | ștafeta 4x200 m liber | 3   |
| Campionatele mondiale Montreal, Canada 2005                | 400 m liber           | 5   |
| Campionatele mondiale Montreal, Canada 2005                | 800 m liber           | 5   |
| Campionatele Europene Budapesta, Ungaria 2006              | 200 m liber           | 6   |
| Campionatele Europene Budapesta, Ungaria 2006              | 400 m liber           | 5   |
| Campionatele Europene Budapesta, Ungaria 2006              | 800 m liber           | 6   |
| Campionatele mondiale Manchester, Marea Britanie 2008      | 400 m liber           | 2   |
| Campionatele mondiale Manchester, Marea Britanie 2008      | 800 m liber           | 4   |
| Campionatele Europene Eindhoven, Olanda 2008               | 200 m liber           | 2   |
| Campionatele Europene Eindhoven, Olanda 2008               | 400 m liber           | 3   |
| Campionatele Europene Eindhoven, Olanda 2008               | 800 m liber           | 3   |
| Campionatele Mondiale Roma, Italia 2009                    | 1500 m liber          | 3   |
| Campionatele Mondiale Roma, Italia 2009                    | 400 m liber           | 6   |
| Campionatele Mondiale Roma, Italia 2009                    | 800 m liber           | 5   |
| Campionatele Europene Budapesta, Ungaria 2010              | 1500 m liber          | 4   |
| Campionatele Europene Budapesta, Ungaria 2010              | 400 m liber           | 4   |
| Campionatele Europene Budapesta, Ungaria 2010              | 800 m liber           | 5   |
| Campionatele Europene Debrețin, Ungaria 2012               | 400 m liber           | 6   |
| Campionatele Europene Debrețin, Ungaria 2012               | 800 m liber           | 6   |